# Carretera nacional 9 (Suecia)

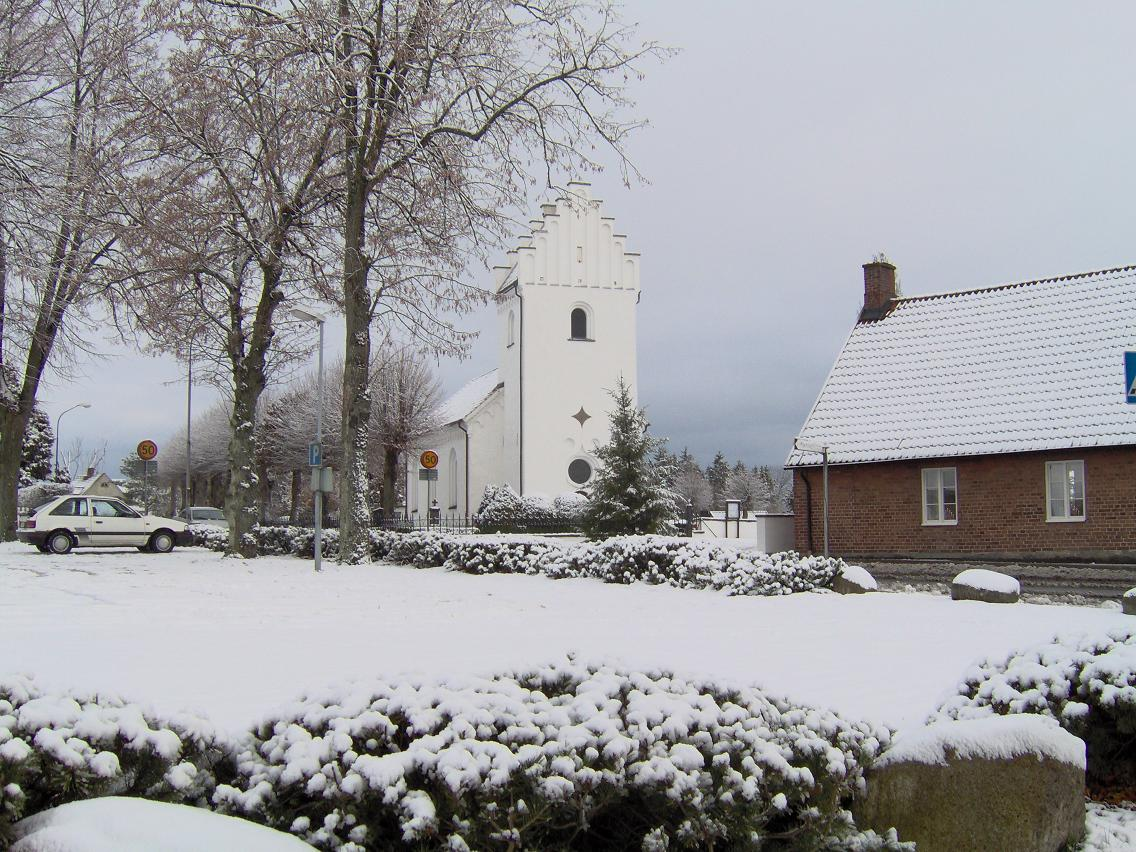
La carretera 9 en su mayoría sigue exactamente el mismo camino desde hace siglos (el número de carretera es más reciente). Esto significa que pasa a través de pueblos e iglesias. Aquí se pasa delante de la iglesia de Hammenhög.

Sueco ruta nacional 9 (en sueco: Riksväg 9), es un carretera nacional en Escania , en el sur de Suecia entre Trelleborg y Nöbbelöv en Kristianstad. La longitud de la vía es de 140 kilómetros.
Esta es la única carretera nacional en Suecia, con un solo dígito. Antes, el camino tuvo la carretera número 10, pero debido a la renumeración de las rutas Europeas en 1992, la Administración Nacional de Carreteras de Suecia cambió el número de las carreteras nacionales que tenían el mismo número que las rutas Europeas en Suecia, en este caso E10.